# Jimmy Bryant
Ivy J. „Jimmy“ Bryant, Jr. (* 5. März 1925 in Moultrie, Georgia; † 22. September 1980 ebenda) war ein US-amerikanischer Country-Musiker. Er gilt mit seinem vom Jazz beeinflussten Stil als einer der einflussreichsten Gitarristen des Genres. Mit Speedy West stellte er in den 1950er-Jahren eines der bekanntesten Duos der USA.

## Leben

### Kindheit und Jugend
Jimmy Bryant, das älteste von zwölf Kindern, lernte als Kind die Fiddle zu spielen. Zusammen mit seinem Vater, der ebenfalls Fiddler war, trat er öffentlich auf und unternahm kleinere Reisen. 1941 trat er der US Army bei und wurde 1945 verwundet. Während seiner Genesung lernte er Gitarre zu spielen. Zunächst beschränkte er sich auf Country, später spielte er, inspiriert durch seinen Kameraden Tony Mottola, vornehmlich Jazz.

### Karriere
Nach seiner Entlassung aus der Armee kaufte er eine Gitarre. Er war später einer der ersten bekannten Musiker, die die berühmte Fender Telecaster spielten. 1946 zog er nach Los Angeles und fand bei einem Radiosender eine Anstellung. Gleichzeitig begann er mit einer Gruppe von Musikern zu spielen, unter ihnen auch Speedy West. West war ein talentierter Steel-Gitarrist, und schnell wurden die beiden Musiker Freunde. Die Band, in der beide spielten, begann in Cliffie Stones Hometown Jamboree aufzutreten und stellte bald die Hausband. Nachdem Bryant bereits als Musiker für Modern Records tätig gewesen war, bekam er nun einen Vertrag bei Capitol Records, dem führenden Label der Westküste. Neben seiner Funktion als Session-Musiker spielte er nun auch eigene Soloaufnahmen ein. Er begleitete Country-Stars wie Tennessee Ernie Ford, Merrill Moore, Ella Mae Morse und Roy Rogers. Zudem wirkte er auch auf Aufnahmen von Popstars wie Bing Crosby und Kay Starr mit; später spielte er auch mit der Band The Monkees.
Er begann auch mit Speedy West Platten aufzunehmen. Ihre schnellen Boogies, Polkas und Rags gelten heute als Meisterstücke des Country. 1954 wurde das Album Two Guitars Country Style veröffentlicht. Mitte der 1950er-Jahre wurde es um Bryant ruhiger, da er mit Alkoholproblemen zu kämpfen hatte. Trotzdem spielte er zwischen 1955 und 1956 mit 124 verschiedenen Künstlern. Ab 1956 stand er nicht mehr bei Capitol unter Vertrag, stattdessen arbeitete er bei anderen Labels als Session-Gitarrist. Im selben Jahr begleitete er Sammy Masters bei seinen Rockabilly-Songs. Bryant spielte zeitweise auch in Masters Band Rockin’ Rhythm mit.
Ende der 1950er-Jahre zog er sich weiter aus dem Musikgeschäft zurück. Die erfolgreiche Verbindung mit Speedy West hatte er zeitweise aufgegeben. Im Studio war er nur selten tätig, die meisten seiner Singles erschienen zu dieser Zeit bei Imperial Records. 1966 erreichte sein Album Bryant’s Back in Town Platz 27 der Country-Albumcharts. In den nächsten Jahren veröffentlichte er nur selten Platten. Anfang der 1960er-Jahre hatte er sich noch einmal für einige Singles bei Imperial mit Speedy West zusammengetan; 1976 spielte er mit West ihr letztes Album For the Last Time ein, das erst 1990 veröffentlicht wurde. Drei Jahre zuvor hatte er mit Steel-Gitarrist Noel Boggs ebenfalls eine LP veröffentlicht. Mitte der 1970er-Jahre war er nach Nashville gezogen, kehrte 1979 aber wieder nach Georgia zurück.
Bei Bryant, der starker Raucher war, wurde 1979 Lungenkrebs diagnostiziert. Er starb 1980 in seinem Heimatort. Postum wurde er in die Atlanta Country Music Hall of Fame aufgenommen. Durch sein Werk wurden Gitarristen wie Buck Owens, James Burton oder Albert Lee beeinflusst.

## Diskografie

### Singles
Zu Singles mit Speedy West siehe Speedy West.
| Jahr             | Titel                                  | Anmerkungen             |
| ---------------- | -------------------------------------- | ----------------------- |
| Capitol Records  |                                        |                         |
| 1950             | Bryant’s Boogie / Leetie Juan Pedro    | A-Seite von Speedy West |
| 1951             | Liberty Bell Polka / T-Bone Rag        | A-Seite von Speedy West |
| 1952             | Bryant’s Shuffle / Yodelling Guitar    |                         |
| 1952             | Georgia Steel Guitar / Midnight Ramble |                         |
| 1952             | Pickin’ The Chicken / Comin’ On        | B-Seite von Speedy West |
| Imperial Records |                                        |                         |
| 1966             | Julie’s Gone / Lonesome                |                         |
| 1955             | Lazy Guitar / Tabasco Road             |                         |

### Alben
- 1954: Two Guitars Country Style (mit Speedy West)
- 1960: Country Cabin Jazz
- 1966: Bryant’s Back In Town
- 1966: Laughing Guitar, Crying Guitar
- 1966: We Are Young
- 1967: Play Country Guitar with Jimmy Bryant
- 1967: The Fastest Guitar in the Country
- 1990: For the Last Time (mit Speedy West)
- 1997: Flamin‘ Guitars (Bear Family; mit Speedy West)
- 2003: Frettin‘ Fingers: The Lighting Guitar of Jimmy Bryant